# Dativius-Victor-Bogen

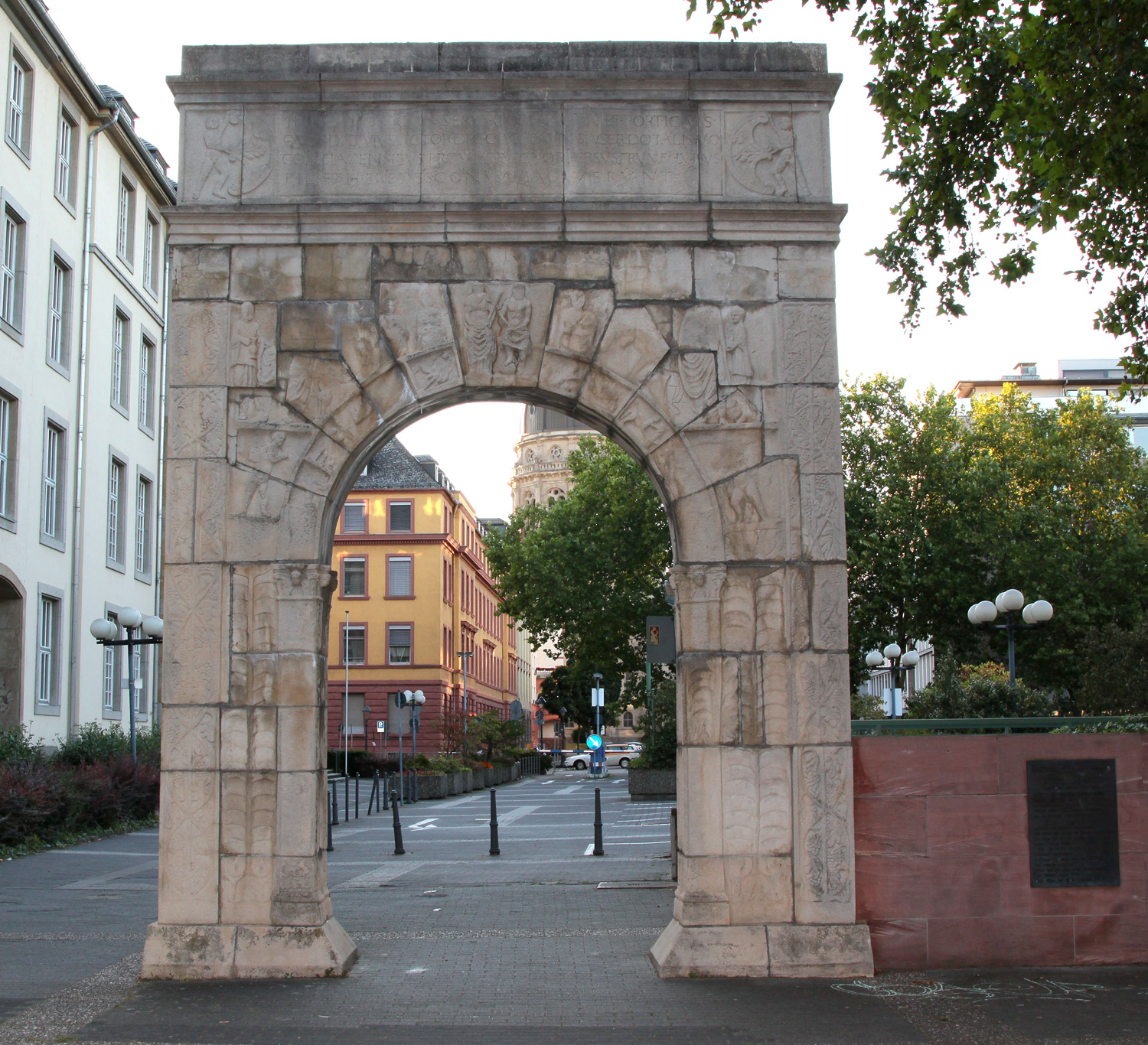
Kopie des Dativius-Victor-Bogens am Ernst-Ludwig-Platz

Der Dativius-Victor-Bogen in Mainz gehört zu den bedeutendsten wiederaufgebauten römischen Monumenten in Deutschland. Das Bauwerk stammt aus der Mitte des 3. Jahrhunderts und war einst Mitteldurchgang einer Portikus (Säulenhalle) eines öffentlichen Gebäudes in Mogontiacum.
Die Stifterinschrift, wonach die Söhne des verstorbenen decurio (Ratsherrn) Dativius Victor den Bogen und eine Portikus in dessen Vermächtnis zu Ehren des Kaiserhauses und des Gottes Jupiter errichten ließen, ist vollständig erhalten. Nach dem Stifter wird das Monument heute Dativius-Victor-Bogen genannt. Er zählt neben dem Augsburger Siegesaltar zu den wichtigsten Steindenkmälern aus der Zeit des Limesfalls während der Reichskrise des 3. Jahrhunderts.
In den Jahren 1978 bis 1980/81 konnte der Bogen rekonstruiert werden. Er ist in der Steinhalle des Landesmuseums Mainz ausgestellt. Eine Kopie aus Abgüssen wurde bereits 1962 anlässlich der Mainzer 2000-Jahr-Feier im Maßstab 1:1 auf dem Ernst-Ludwig-Platz in der Nähe des Römisch-Germanischen Zentralmuseums aufgestellt. Einige Teile sind dort allerdings frei nachgestaltet.

## Fundgeschichte
Um 1900 wurden auf dem Kästrich in Mainz Teile der mittelalterlichen Stadtmauer, die auf den Fundamenten der spätantiken römischen Stadtbefestigung ruhte, abgerissen. Bei diesen Arbeiten wurden in den Jahren 1898 bis 1911 zwischen den Straßen „Am Gautor“, „Bastion Martin“ und der „Martinstraße“ mehrere Architekturelemente des Dativius-Victor-Bogens gefunden, die als Spolien in der Stadtmauer verbaut gewesen waren. Zunächst fielen den Arbeitern im November 1898 verzierte Blöcke auf. Nur diese wurden anschließend geborgen. Unverzierte Bauteile wurden abgeräumt. Karl Körber publizierte diese Funde als Teile von drei Monumenten. Bis 1903 wurden weitere Bauteile gefunden, so dass Heinrich Wallau erstmals einen Zusammenhang in diesen sah und 1906 eine erste Rekonstruktion des Bogens vorlegen konnte. Als Orientierung für ein passgenaues Aneinanderfügen dienten ihm und späteren Bearbeitern, neben der Dekoration, noch vorhandene Verschiebemarken und Klammerlöcher auf den Steinen.

## Beschreibung

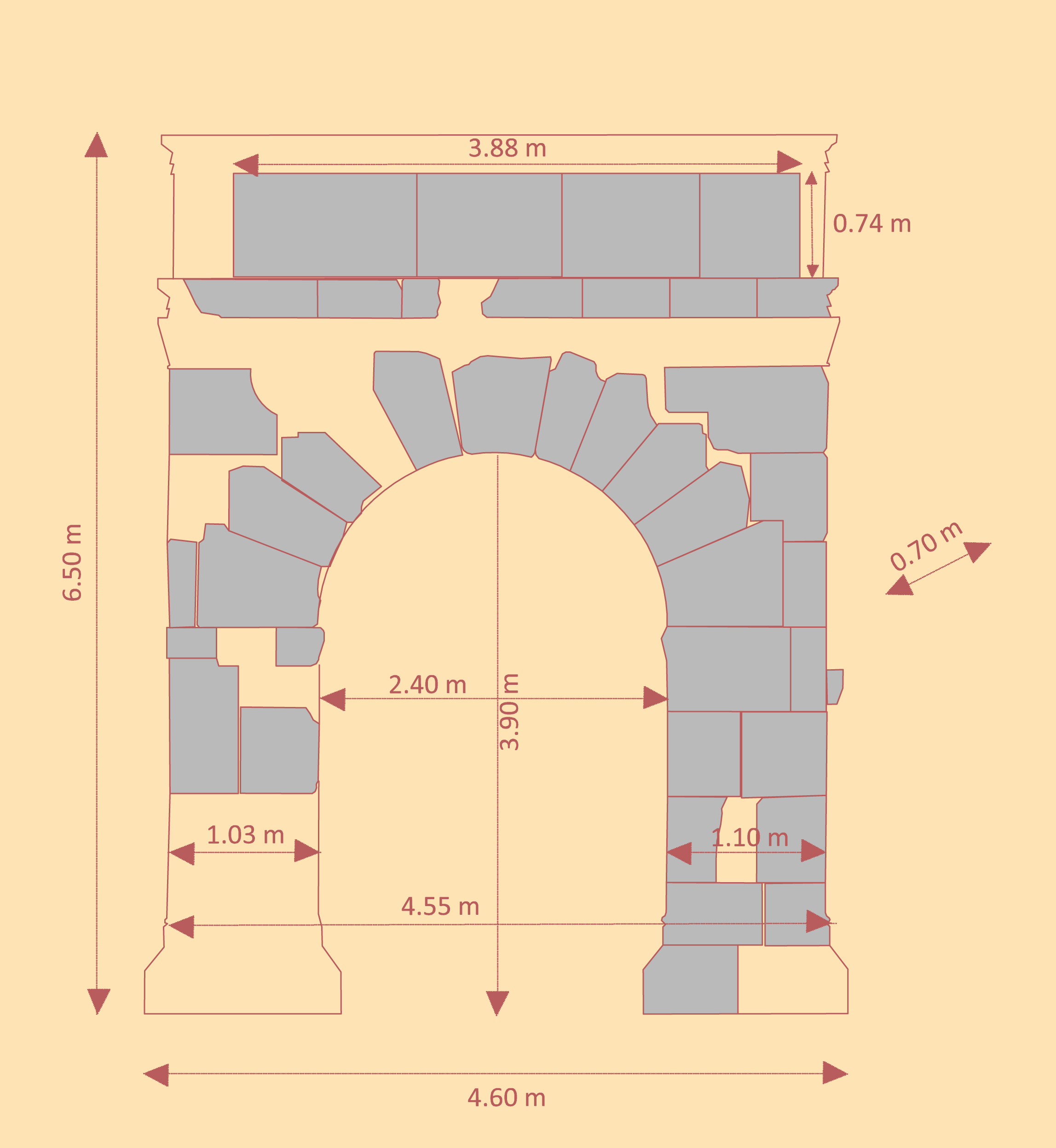
Vereinfachte Umzeichnung (Front) mit Bemaßung

Rekonstruiert ist das Monument 6,50 Meter hoch, 4,55 Meter breit und 0,70 Meter tief. Der Innendurchmesser beträgt 2,40 Meter und die Höhe unter dem Tonnenscheitel 3,90 Meter. Die Bogenpfeiler weisen unterschiedliche Breiten auf; der linke ist 1,03 Meter und der rechte 1,10 Meter breit. Die einzelnen Blöcke waren auf Anathyrosis gearbeitet und ohne Mörtel ausgeführt.
Seiner Form und Funktion nach entspricht das Bauwerk einem Ehrenbogen. Streng genommen gehört der Bogen jedoch nicht in diese Kategorie, da er ursprünglich nicht frei stand, sondern sich in einem architektonischen Verbund mit einem anderen Gebäude, nämlich einer Portikus, befand. Dennoch wird er in der Antike als solcher wahrgenommen worden sein, zumal auch die Inschrift das Monument als arcus bezeichnet. Dieser Begriff wurde in der römischen Kaiserzeit für Triumph- bzw. Ehrenbögen geläufig.
Der gesamte Bogen bestand ursprünglich aus etwa 75 einzelnen Elementen. Die 43 bisher gefundenen Blöcke sind aus Sandstein gearbeitet und stammen vornehmlich von der Vorderseite des Bogens. Die Rückseite ist nur lückenhaft erhalten und war vermutlich nicht oder nur spärlich dekoriert. Hierin unterscheidet sich der Dativius-Victor-Bogen von anderen Ehrenbögen. Der Grund für die schmucklose Gestaltung der Rückseite ist darin zu sehen, dass sich dort einst die Portikus anschloss.

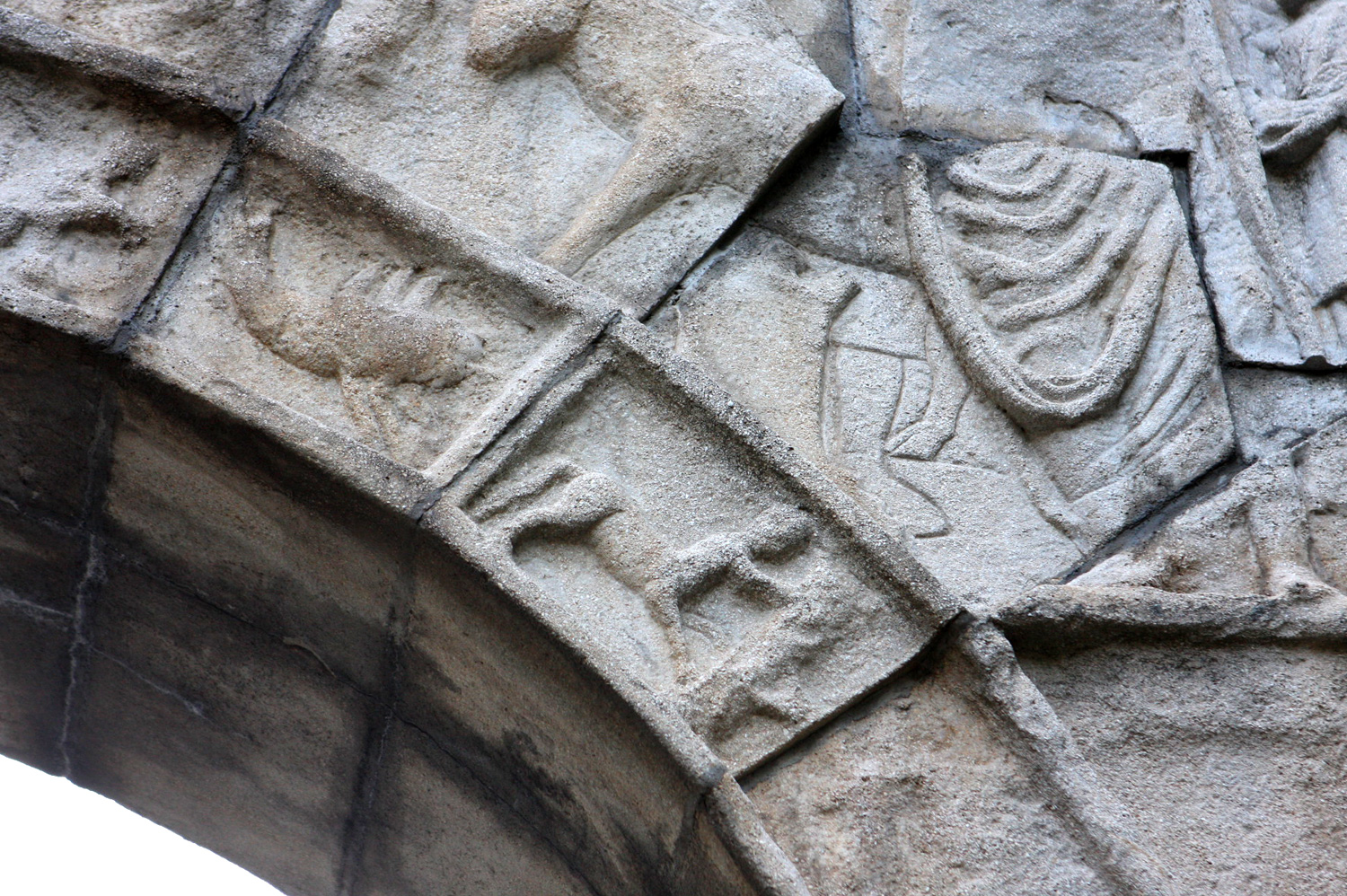
Tierkreiszeichen: Skorpion, Schütze (?)

Die Bogenpfeiler sind an den Außenseiten mit Weinrankenreliefs dekoriert, die von der Basis der Pfeiler bis unter die Attika reichen. Auf der Innenseite der Bogenpfeiler sind Weinrankenpilaster angebracht, die unterhalb der Archivolte in korinthischen Kapitellen enden. Anhand der erhaltenen Rückseite eines Blockes aus dem Bogenpfeiler konnte nachgewiesen werden, dass das Weinrankenmotiv auch die Rückseite der Pfeiler zierte. Aus der Rekonstruktion ergibt sich, dass beide Seiten, von einem geringen Größenunterschied abgesehen, symmetrisch gestaltet und zumindest teilweise bemalt waren.
Die Frontseite der Archivolte ist mit einem teilweise erhaltenen Zodiakus (Tierkreiszeichen) dekoriert. Der Schlussstein des Bogens ragt einige Zentimeter erhaben aus der Relieffläche heraus und zeigt Jupiter mit seiner Gemahlin Juno. Jupiter hält im rechten Arm ein Zepter und ein Blitzbündel (?) in der im Schoß ruhenden linken Hand. Der Kopf der Figur wurde beschädigt. Der rechte Fuß ruht auf einem Globus. Rechts von Jupiter thront Iuno. Sie ist mit einem Chiton und einem Mantel gekleidet und hält in ihrer linken Hand eine Fackel. Umgeben wird das oberste Götterpaar des römischen Pantheons von vier weiteren, nicht näher bestimmbaren, Gottheiten.

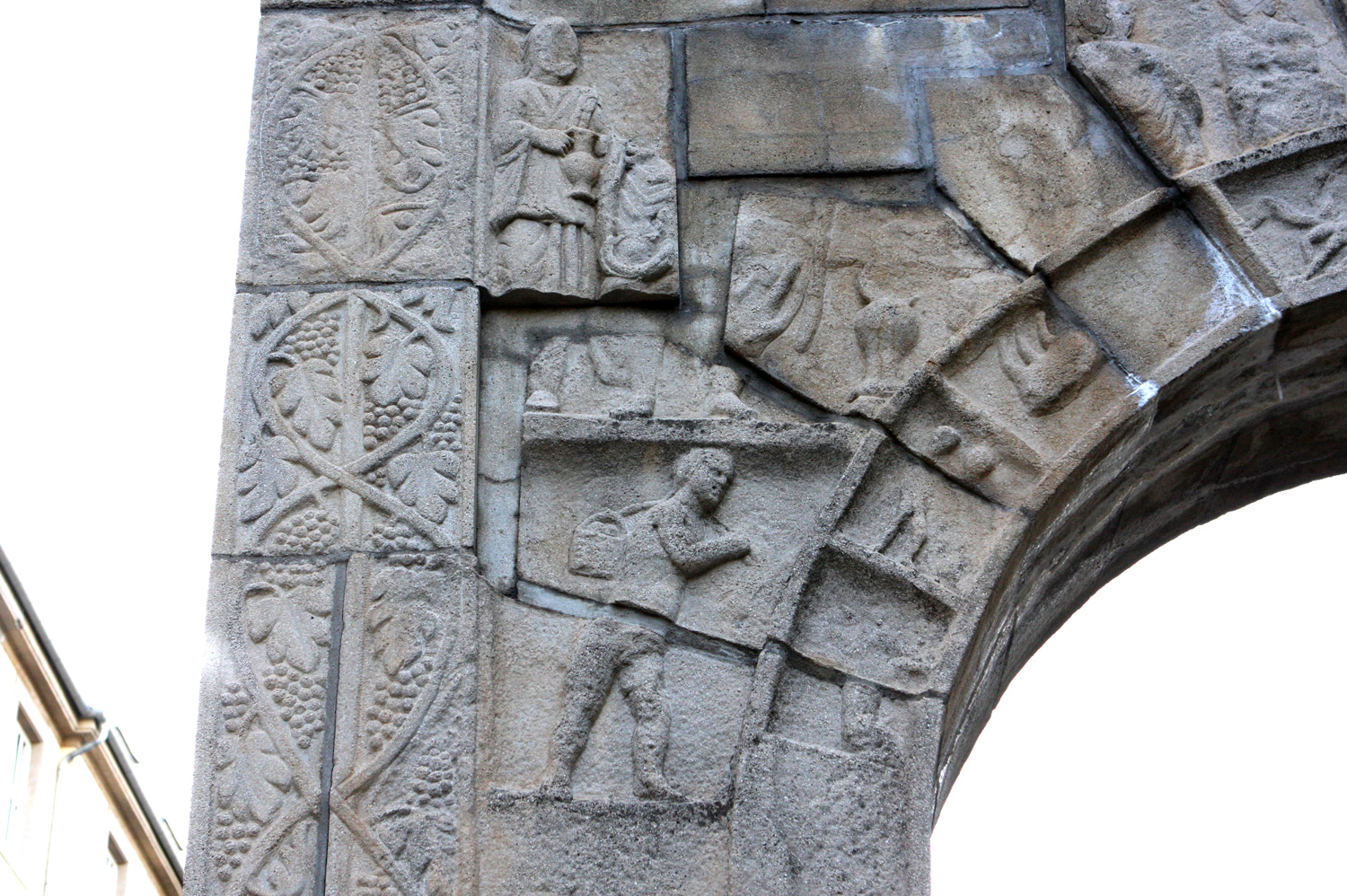
Priester, möglicherweise der Stifter selbst

In der Fläche über der Archivolte sind verschiedene Opferszenen mit zwei flankierenden Jahreszeitengenii dargestellt. Das nicht weiter geteilte Bildfeld wird von einem in eine Toga gehüllten Priester dominiert. In dieser Figur kann Dativius Victor bei der Ausübung seines Sakralamtes gesehen werden. Neben dem Amt des decurio bekleidete er zusätzlich ein Priesteramt im Rahmen des Kaiserkults in Mogontiacum, so dass auch hier eine Verbindung zur abgebildeten Person vermutet werden kann. Die Darstellung eines lokalen Beamten bei der Ausübung eines Priesteramtes macht den Dativius-Victor-Bogen in den germanischen Provinzen einzigartig.
Abgesehen von den individuell hergestellten Opferszenen griffen die antiken Handwerker bei der Gestaltung der übrigen Ornamente und Figuren auf Formen zurück, die sich auch auf Sarkophagen und Mithrasreliefs dieser Zeit finden. Insgesamt zeugen diese von provinzieller Qualität.
Über dem Bogenelement schließt sich eine durch ein Gesims vom Bogen getrennte Attika an. Architekturelemente oberhalb der Attika konnten bislang noch nicht gefunden werden, sodass über das Aussehen dieses Bereiches nur gemutmaßt werden kann.

## Inschrift
Auf der Frontseite der Attikazone ist eine Stifterinschrift angebracht, die eine so genannte tabula ansata nachahmt, die von zwei Eroten flankiert wird. Die Eroten tragen die peltenförmigen Ansätze der ansae. Die Inschrift erstreckt sich über alle vier Blöcke der Attika, die insgesamt 3,88 m lang und 0,74 m hoch ist.
| Inschrift | Übersetzung |
| --- | --- |
| In h(onorem) d(omus) d(ivinae) I(ovi) O(ptimo) M(aximo) Conservatori arcum et porticus / quos Dativius Victor dec(urio) civit(atis) Taun(ensium) sacerdotalis Mo/gontiacensibus [p]romisit Victorii Ursus frum(entarius) et Lupus / filii et heredes consummaverunt | „Zu Ehren des göttlichen Kaiserhauses haben dem Iuppiter Optimus Maximus Conservator den Ehrenbogen und die Säulenhalle, welche Dativius Victor, decurio (Ratsherr) der Civitas (Gebietskörperschaft) der Taunenser (Nida) und ehemaliger Provinzpriester, den Bürgern von Mogontiacum versprochen hatte, seine Söhne und Erben, Victorius Ursus, frumentarius (Polizist) und Victorius Lupus vollendet.“ |

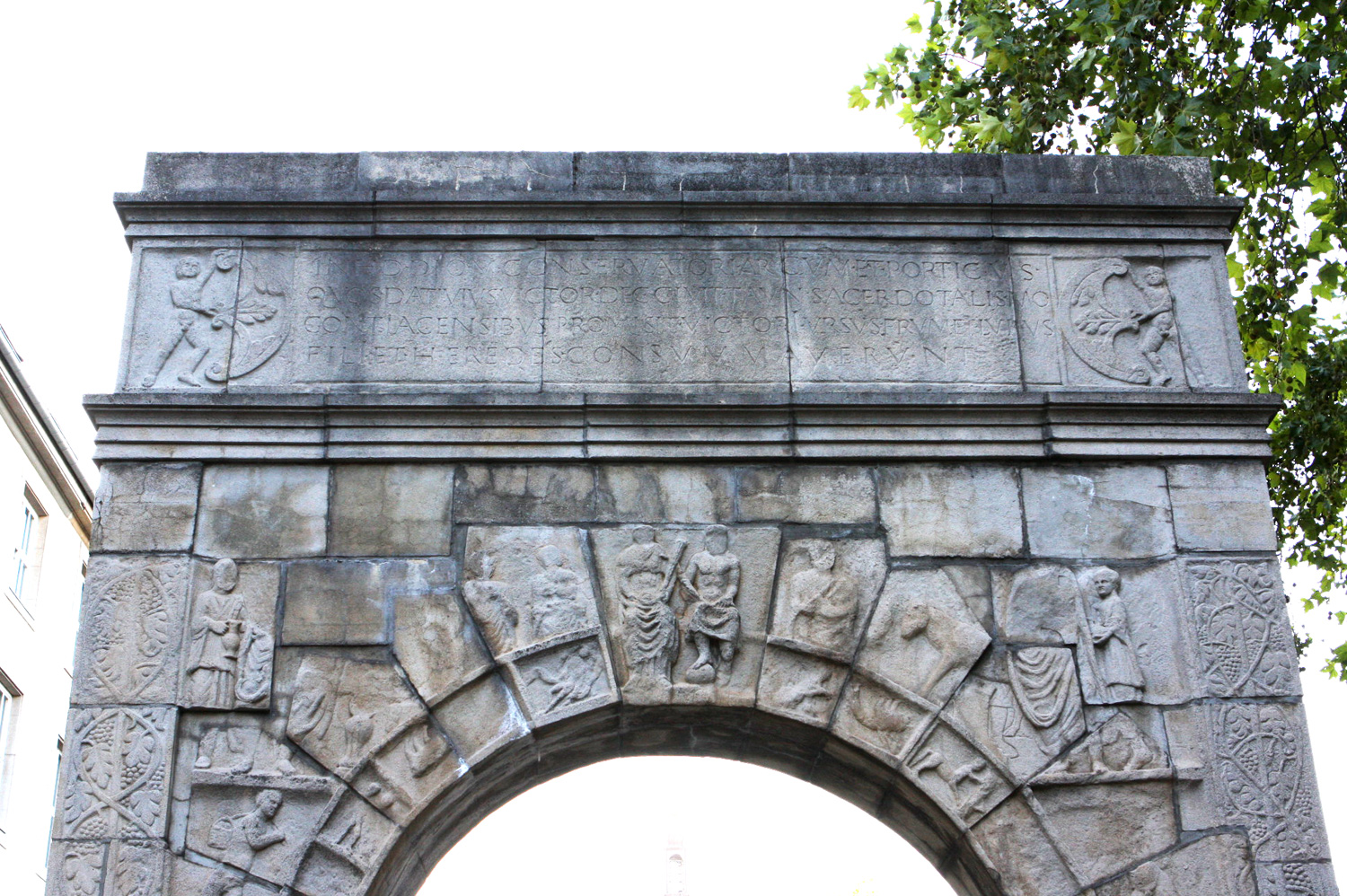
Inschrift und Figurenprogramm

Drei der vier Blöcke der Inschriftentafel wurden 1898 gefunden, von Karl Körber publiziert und in das Corpus Inscriptionum Latinarum aufgenommen. Der vierte Block kam erst 1911 hinzu und erhielt einen Nachtrag.

## Datierung und antiker Aufstellungsort

Aufstellungskontext des Ehrenbogens

Da sich das Bauwerk bei seiner Auffindung nicht mehr in situ befand, ist eine Datierung nur indirekt möglich. Aus kunsthistorischer Einordnung der Reliefszenen auf der Frontseite des Bogens ist ein Entstehungszeitraum des Dativius-Victor-Bogens im zweiten Viertel des 3. Jahrhunderts n. Chr. wahrscheinlich. Auch aus epigraphischen Gesichtspunkten ist eine Einordnung in diesen Zeitraum anzunehmen. Die Formel „IN H D D“ für „in H(onorem) D(omus) D(ivinae)“, zu Deutsch: „dem göttlichen Kaiserhaus“, kam in der Mitte des 2. Jahrhunderts auf und blieb bis in die Spätantike eine gängige Bezeichnung.

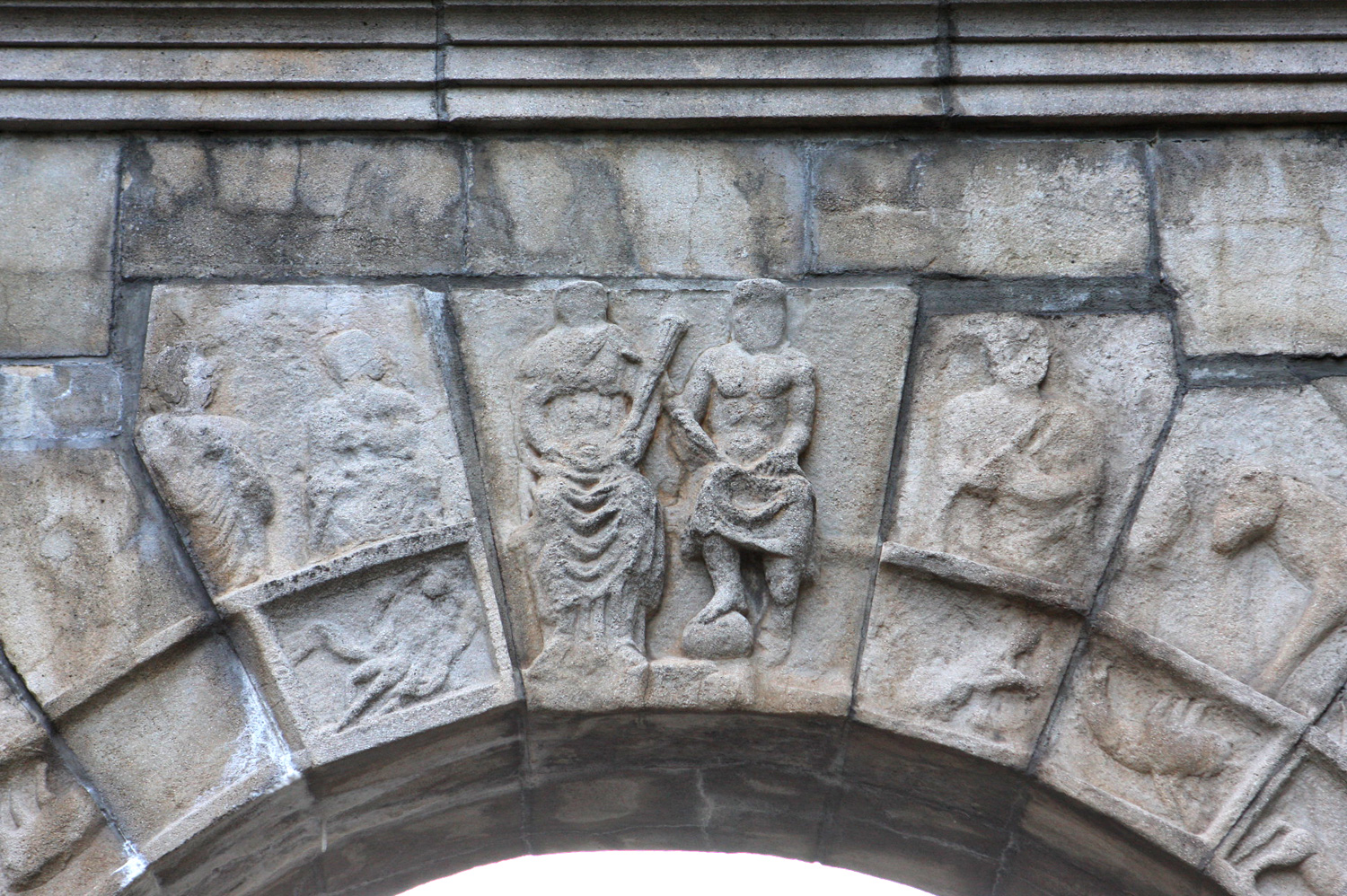
Jupiter und Iuno

Ein weiterer Hinweis verbirgt sich in der Formel I.O.M. conservatori. Iuppiter Optimus Maximus wurde im obergermanischen Raum zusammen mit seiner Gemahlin Juno vor allem im Kult des Iupiter Dolichenus verehrt. Der Beiname Conservator – „Bewahrer des Reiches“ – für den Göttervater kommt in Mainz nur noch auf drei weiteren Inschriften vor. Zwei dieser Inschriften datieren in die erste Hälfte des dritten Jahrhunderts, also in denselben Zeitrahmen wie für den Dativius-Victor-Bogen vorgeschlagen: zum einen auf einem Viergötterstein, welcher um 1900 ebenfalls in der Nähe des Gautores gefunden wurde und durch seine Inschrift in das Jahr 242 n. Chr. datiert werden kann. Zum anderen die Inschrift CIL 13, 6708 aus der Regierungszeit des Severus Alexander 222 n. Chr. Die Verwendung des Beinamens Conservator in der ersten Hälfte des 3. Jahrhunderts lässt vermuten, dass Jupiter in Form des Reichsbewahrers vor allem in einer Zeit der akuten Bedrohung der Reichsgrenze durch plündernde Alamannen angerufen wurde. Allerdings stammt eine in der Mainzer Alicestraße gefundene dritte Inschrift, die ebenfalls dieses Agnomen aufweist, bereits aus flavischer Zeit. Bekannt ist auch ein Heiligtum, das im Jahr 69 n. Chr. von Domitian zu Ehren des I.O.M. Conservatori errichtet worden ist. Des Weiteren finden sich domitianische Münzprägungen mit diesem Agnomen. Ein Datierungsansatz der Inschrift über die Formel I.O.M. Conservatori in das beginnende 3. Jahrhundert ist demnach nicht sicher möglich, verweist aber tendenziell in diesen Zeitrahmen.
Alle Fragmente des Bogens wurden aus den Fundamenten der römischen Stadtmauer zwischen dem Gautor und der Martinstraße zusammen mit Abbruchsteinen des Mainzer Legionslagers geborgen. Das Legionslager wurde Mitte des 4. Jahrhunderts aufgelassen und abgerissen, als die hier stationierte 22. Legion auf dem Balkan vernichtet worden war. Daraus ergibt sich auch für den Dativius-Victor-Bogen ein Abbruchdatum spätestens in der Mitte des 4. Jahrhunderts.
Die in der Inschrift angesprochene Säulenhalle befand sich vermutlich in der Nähe des Mainzer Legionslagers. Möglicherweise war ein 1897 gefundenes Fundament eines römischen Gebäudes auf dem Fichteplatz unweit des Fundortes der antike Standort des Bogens und der dazugehörigen Säulenhalle.

## Historischer Kontext
Inhaltlich fällt auf, dass hier der decurio einer fremden Gemeinde, namentlich der rechtsrheinischen civitas Taunensium (Frankfurt-Heddernheim-Nida), in Mogontiacum deren Bürgern ein öffentliches Gebäude errichten ließ, ein ungewöhnlicher Vorgang, da ein Ratsherr in erster Linie seiner eigenen civitas verpflichtet war. Das lässt sich möglicherweise mit der Flucht des Amtsträgers und seiner Familie aus den aufgrund der Bedrohung durch die Alamannen evakuierten rechtsrheinischen Gebieten erklären.
Möglich sind allerdings auch andere Erklärungen; so könnte der decurio, der ja zugleich auch als Priester des Kaiserkultes fungierte, bewusst und aus Prestigegründen die Provinzhauptstadt Mogontiacum als Standort des Monuments bestimmt haben (siehe unten).
Ein deutlicher Bevölkerungsrückgang ist in den bedrohten Territorien seit den Alamannenüberfällen ab 233 n. Chr. nachweisbar. Danach wurden zahlreiche Vici nicht oder nur noch in kleinerem Umfang wieder aufgebaut. Münzschätze im Limesgebiet, etwa aus den Kastellen Ober-Florstadt und Seligenstadt sowie aus Nida-Heddernheim zeugen von einer unruhigen Zeit. Als Hinweis auf einen Behauptungswillen der Bevölkerung sind Umwehrungen von Civitas-Hauptorten wie Nida, Dieburg oder Ladenburg zu interpretieren. Vom Kastell Altenstadt ist eine heute verschollene Inschrift eines collegium iuventutis bekannt, möglicherweise eine lokale Miliz, die als Maßnahme in Eigenregie der Provinzbewohner interpretiert wird.
Endgültig aufgegeben werden mussten die rechtsrheinischen Gebiete 259/260 (Limesfall). Die Familie des Dativius Victor könnte Aufnahme im noch sicheren Mogontiacum gefunden haben und stiftete aus Dankbarkeit ein öffentliches Gebäude. Dem entspricht die Weihung der Inschrift an den bewahrenden Iupiter (Iupiter Conservator), was auf einen glücklichen Ausgang der Gefahrensituation hinweist. Die Söhne des Dativius Victor haben das diesem gegebene Gelübde schließlich durch die Vollendung des Bauwerks eingelöst.
Neben dem Dativius-Victor-Bogen gibt es ein weiteres Steindenkmal, das einen solchen Rückzug eines Ratsherren der civitas Taunensium nach Mainz belegen könnte. Der Nidenser duumvir Licinius Tugnatius Publius ließ im gleichen Jahr wie die Altenstädter Inschrift (242 n. Chr.) auf seinem Grundstück in Mainz-Kastel eine Jupitersäule wieder aufrichten (in suo ut haberet restituit). Auch diese Inschrift ist dem Iupiter Conservator geweiht. Es sind aber auch Inschriften von Amtsträgern der civitas bekannt, die zunächst in Heddernheim verblieben und in die gleiche Zeit datieren.
Einen nachweisbaren Zusammenhang zwischen der Stiftung des Bogens, der sich anschließenden Säulenhalle und einer Wohnsitzverlagerung der Familie des Dativius Victor gibt es allerdings nicht. Im Rahmen seines Amtes als Priester des Kaiserkults in Mogontiacum war seine Anwesenheit dort bei zahlreichen Feiertagen erforderlich. Auch dürfte Dativius Victor aufgrund seiner Amtsgeschäfte öfters die Provinzhauptstadt aufgesucht haben. Eine Stiftung könnte somit auch im Zuge dieser Verpflichtungen erfolgt sein.